# Alia Al Moujahid
Alia Al Moujahid (en arabe عالية المجاهد ou العالية مجاهد) est une chanteuse marocaine née le 15 septembre 1929 et morte le 20 juillet 2012 à Tétouan. L’artiste, spécialiste en musique arabo-andalouse et répertoire traditionnel du Nord du Maroc, est l’épouse du chef d’orchestre Mohammed Taoud.

## Biographie
Alia Al Moujahid, de son vrai nom Alioua Laksouli, nait le 15 septembre 1929 à Tétouan, dans le Nord du Maroc. Elle grandit au cœur de la vieille ville dans le quartier de la Grande Mosquée ou « Jamaa al Kebir ». 
Issue d’une famille de musiciens, Alia développe très tôt un vif intérêt pour l’art musical. Elle commence son apprentissage artistique en 1941 au sein du Conservatoire de musique de la ville de Tétouan, encore alors sous protectorat espagnol. Elle y apprend la musique auprès d’artistes tels que Mohammed Al-Dylan ou encore Menana Al-Kharaz. L’artiste apprend le solfège, les principes de la musique andalouse ainsi que le oud, qui devient son instrument de prédilection. Elle prend le nom de famille de ses oncles maternels, déjà connus dans le monde de la musique. C’est ainsi que « Alia Al Moujahid » devient son nom d’artiste.
Au terme de sa formation, Alia Al Moujahid travaille avec les artistes Hajja Silli et Fama Al-Ashhab ; cette dernière est connue à Tétouan pour son titre Shahaba. Elle rejoint ensuite l’orchestre Najm Nissawiyi ou orchestre de « L’Étoile féminine », alors dirigé par Rashid Al-Risouni. C’est au contact de toutes ces artistes féminines qu'Alia Al Moujahid perfectionne son art.
Son ambition la pousse à quitter la ville de Tétouan en 1957. Elle part pour Rabat avec d’autres musiciennes du Nord, dont Aziza Rakba, Ashousha Al Tanjawiya, Zaynab Al Tanjawiya ou encore Ashousha Al Nasiri. Alia et toutes ces artistes parviennent à diffuser leur art à Rabat et à Salé, où elles rencontrent un grand succès. Elles jouent notamment dans des mariages et autres événements qui sont alors encore rarement mixtes.
Son parcours artistique prend un important tournant lorsqu’elle rencontre le grand nom de la musique marocaine, Sidi Abbas Al-Khayati. Ce dernier remarque son talent et lui ouvre les portes de la Radio nationale marocaine. Alia Al Moujahid multiplie les rencontres et intègre l’orchestre de musique arabo-andalouse de Mohammed Al Arbi Temsamani, soucieux alors d’intégrer des voix féminines au sein de sa formation. Elle rejoint ensuite l'orchestre de la musique andalouse de la Radio nationale, sous la direction de Moulay Ahmed Loukili, groupe avec lequel elle interprète le titre Ama khafito fil hawa. C’est au sein de cette formation qu’elle rencontre l’artiste Mohammed Taoud qui deviendra son époux. Ces derniers s’installent à Salé pour y fonder leur famille.
Alia Al Moujahid se retire du circuit artistique en 1998 et décède le 20 juillet 2012 à l’âge de 82 ans. Elle est enterrée au cimetière Sidi Al Mandri de Tétouan.

## Style et contribution
Alia Al Moujahid se distingue par sa contribution à l’enrichissement du répertoire des régions du Nord du Maroc. L’artiste marque de son empreinte la chanson populaire et gharnatie, en se distinguant  particulièrement dans la performance et la création de chants accompagnant les rituels féminins traditionnels de sa région.
Dans les années 1960, Alia Al Moujahid compose et enregistre ses premières chansons. Elle connait un grand succès grâce au titre Nar Al Hamra qui lui permet de se faire connaître du grand public, et qui reste encore aujourd’hui un titre phare du répertoire nord-marocain. Après ce succès, Alia Al Moujahid multiplie les enregistrements de nombreuses pièces musicales qui permettent d’immortaliser l’héritage historique, culturel et folklorique des régions du Nord du Royaume chérifien.
Son mari et chef de l’orchestre de la Radio nationale marocaine, Mohammed Taoud, joue un grand rôle dans sa carrière et lui est d’un grand soutien dans une époque où les voix féminines sont peu nombreuses et peinent à se faire entendre. Alia Al Moujahid enregistre à ses côtés, avec l’orchestre de la Radio nationale marocaine, une série de pièces andalouses, dont Bataihi al-Asban.
Parvenue à imposer sa patte artistique dans un monde d’hommes, Alia Moujahid est considérée comme l'une des premières célébrités musicales féminines marocaines[réf. souhaitée].